# 水玉檸檬
水玉檸檬（日语：水玉レモン，1989年3月3日—），出身於長野縣的日本AV女優。所屬事務所是プライムエージェンシー。

## 個人簡介
- 2008年4月從kawaii*以『kawaii*新人デビュ→天然ボケドル誕生!』作為AV出道作。
- 在前AV女優早坂瞳於2006年1月所設立的「RIZE Cubic」中為第1號單體女優。
- 與AV女優真田春香非常親近。
- 2010年4月1日加入BRW108。
- 身高：157cm
- 三圍：B84（C罩杯）・W54・H83
- 腳尺寸：22.0cm
- 興趣是收集布萊絲、讀書和料理。
- 擅長競速滑冰。
- 理想的對象是有男子氣概的人。
- 喜歡的顏色是粉紅色。
- 喜歡的人物團體有綠樂團、中島美嘉和Cocco。
- 喜歡的食物是烤肉和雞塊
- 討厭的食物是肝臟

## 外部連結
- 水玉レモン(みずたまれもん) 公式ブログ - DMM.R18，存于 （2008年3月26日-2009年5月3日）
- 水玉レモンの★レモレモレモンティー♪♪，存于 （2009年5月2日-5月13日）
- プライムエージェンシー （页面存档备份，存于）　所屬事務所